# Poet chaj koow
Een poet chaj koow is een Hongkongse snack en nagerecht. Ze zijn in verschillende varianten verkrijgbaar, door verschil aan toevoeging van ingrediënten. Alle poet chaj koow zijn gemaakt van suiker, zijn gestoomd en worden koud gegeten. Het is zo groot als een handpalm van een volwassene. Ze zijn verkrijgbaar in diem samrestaurants, Chinese bakkerijen en soms bij straatverkopers.

## Namen in het Engels
Poet chaj koow komt in het Engels onder de namen: Put chai pudding, Earthen bowl cake, Bootjaigo, Red bean pudding, Bood chai ko en soms ook Sticky rice pudding.

## Geschiedenis
Poet chaj koow is gemaakt zoals andere gestoomde Kantonese cakejes. Men zegt dat Poet chaj koow oorspronkelijk uit het Jiangmense gebied Taishan komt. Taishan ligt 140 kilometer ten westen van Hongkong. In Taishan werd het gerecht voor het eerst in de lokale geschiedenisboek geschreven ten tijde van de regeerperiode van keizer Xianfeng van de Qing-dynastie. De populariteit van deze snack begon te groeien na 1985 toen straatverkopers uit op straat door middel van handelkarretjes verkochten. Poet chaj koow wordt oorspronkelijk in porseleinen kommetjes geserveerd. Tegenwoordig worden ze steeds meer in aluminiumbakjes geserveerd. Door het warme weer worden ze op straat ook verkocht als een waterijsje op twee stokjes.